# Гребля на байдарках и каноэ на летних Олимпийских играх 1936
Соревнования по гребле на байдарках и каноэ на летних Олимпийских играх 1936 года проходили только среди мужчин. Это было первым появлением данного вида спорта в качестве официального вида программы Олимпийских игр. Ранее соревнования по гребле на байдарках и каноэ появлялись на Олимпийских играх в 1924 году в качестве показательного вида спорта.

## Общий медальный зачёт
| Место | Страна       | Золото | Серебро | Бронза | Всего |
| ----- | ------------ | ------ | ------- | ------ | ----- |
| 1     | Австрия      | 3      | 3       | 1      | 7     |
| 2     | Германия     | 2      | 3       | 2      | 7     |
| 3     | Чехословакия | 2      | 1       | 0      | 3     |
| 4     | Канада       | 1      | 1       | 1      | 3     |
| 5     | Швеция       | 1      | 0       | 1      | 2     |
| 6     | Франция      | 0      | 1       | 0      | 1     |
| 7     | Нидерланды   | 0      | 0       | 3      | 3     |
| 8     | США          | 0      | 0       | 1      | 1     |
|       |              |        |         |        |       |
| Всего | Всего        | 9      | 9       | 9      | 27    |

## Медалисты

### Мужчины
| Дисциплина                             | Золото                                              | Серебро                                    | Бронза                                         |
| -------------------------------------- | --------------------------------------------------- | ------------------------------------------ | ---------------------------------------------- |
| Каноэ-одиночка — 1000 м                | Франк Амио Канада                                   | Богуслав Карлик Чехословакия               | Эрих Кошик Германия                            |
| Каноэ-двойка — 1000 м                  | Чехословакия · Владимир Сыроватка · Ян Брзак-Феликс | Австрия · Руперт Вайнштабль · Карл Пройсль | Канада · Франк Сакер · Харвей Чартерс          |
| Каноэ-двойка — 10 000 м                | Чехословакия · Вацлав Моттль · Зденек Шкрланд       | Канада · Франк Сакер · Харвей Чартерс      | Австрия · Руперт Вайнштабль · Карл Пройсль     |
| Байдарка-одиночка — 1000 м             | Грегор Храдецки Австрия                             | Хельмут Кеммерер Германия                  | Яап Крайер Нидерланды                          |
| Байдарка-одиночка — 10 000 м           | Эрнст Кребс Германия                                | Фриц Ландертингер Австрия                  | Эрнест Ридел США                               |
| Байдарка-одиночка разборная — 10 000 м | Грегор Храдецки Австрия                             | Анри Эберхард Франция                      | Ксавер Хёрман Германия                         |
| Байдарка-двойка — 1000 м               | Австрия · Адольф Кайнц · Альфонс Дорфнер            | Германия · Эвальд Тилькер · Фриц Бондройт  | Нидерланды · Николас Татес · Вим ван дер Крофт |
| Байдарка-двойка — 10 000 м             | Германия · Пауль Веверс · Людвиг Ланден             | Австрия · Виктор Калиш · Карл Штайнхубер   | Швеция · Таге Фальборг · Хельге Ларссон        |
| Байдарка-двойка разборная — 10 000 м   | Швеция · Эрик Бладстрём · Свен Юханссон             | Германия · Вилли Хорн · Эрих Ханиш         | Нидерланды · Кес Вейдекоп · Пит Вейдекоп       |